# Roger Wehrli
Roger Wehrli (18 maart 1956) is een voormalig Zwitsers profvoetballer, die gedurende zijn carrière speelde als centrale verdediger of middenvelder.

## Clubcarrière
Wehrli, bijgenaamd Jimbo, speelde voor achtereenvolgens FC Baden, FC Winterthur, Grasshoppers, FC Luzern en FC Aarau.

### Erelijst
- Zwitsers kampioenschap
  - Winnaar: 1978, 1982, 1983, 1984, 1989
- Beker van Zwitserland
  - Winnaar: 1983

## Interlandcarrière
Wehrli kwam 68 keer uit voor het Zwitsers nationaal elftal. Hij maakte zijn debuut op 8 maart 1978 in het vriendschappelijke duel in Karl-Marx-Stadt tegen Oost-Duitsland (3-1).